# 乌斯季伊尔加市镇
乌斯季伊尔加市镇（俄语：Усть-Илгинское муниципальное образование）是俄罗斯联邦伊尔库茨克州日加洛沃区所属的一个市镇。其下辖有个居民点，行政中心为乌斯季伊尔加。据2016年统计，该市镇的人口为122人。